# ムフタール通り
ムフタール通り ( 仏：Rue Mouffetard) は、パリ5区にある長さ605mの道路の名前である。フランス料理からレバノン料理、ペルシャ料理、ベトナム料理、日本料理まで多くのレストランやビストロ、ブラッスリーないしカフェや、食材店ないしマルシェ（市場）があり、パリ市中でもっとも賑わう下町的な地域の一つとなっている。

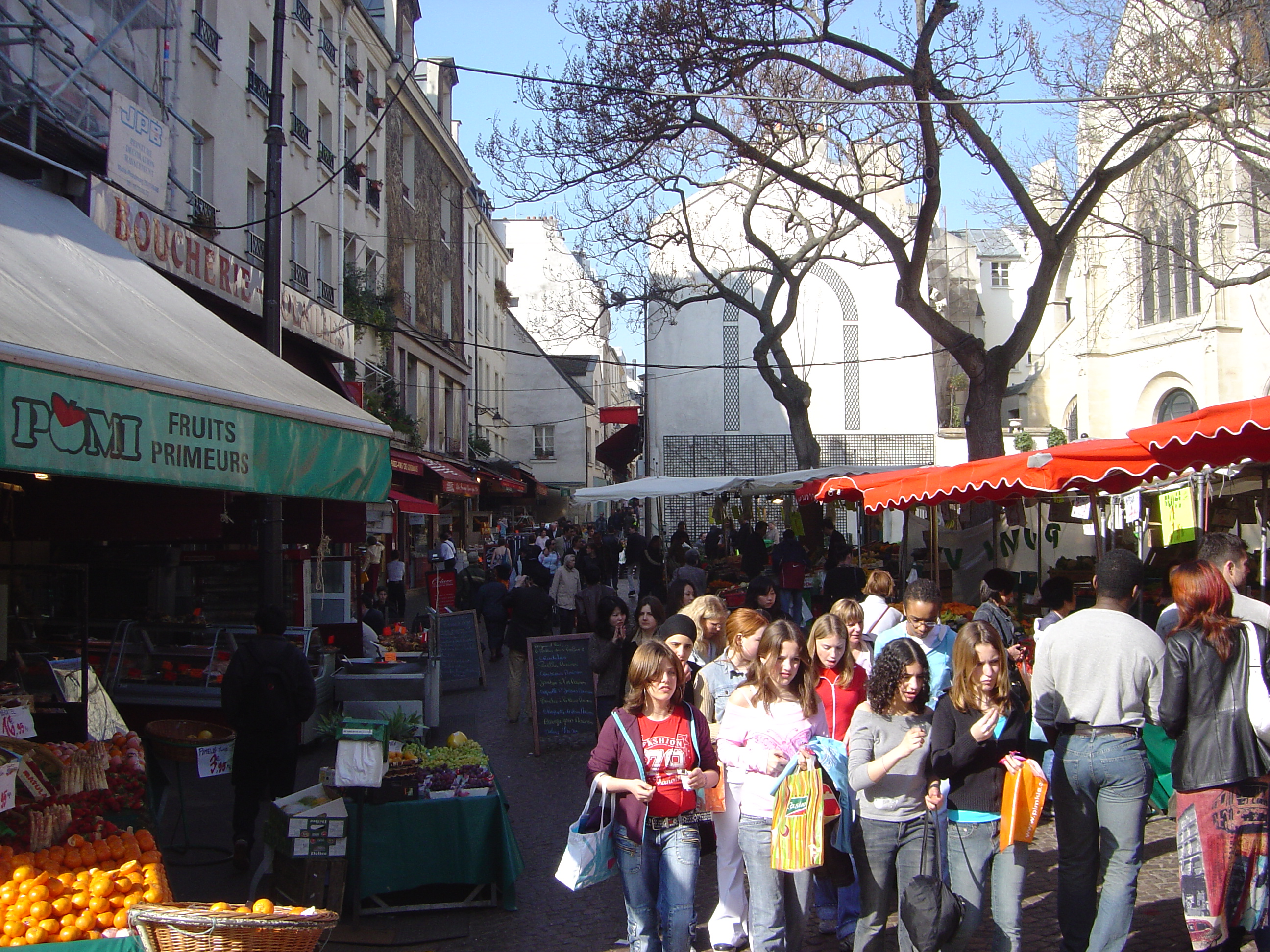
ムフタール通りのマーケット

## 歴史
もともとこの通りは古代ローマ時代からケタリウス山(Mons Cetarius)と呼ばれていた山の脇を通る道だった。ムフタールという名は山の名前から来ている。時代によってモンフェタール(Montfétard)、モーフタール(Maufetard)、モフタール(Mofetard)、ムフタール(Moufetard)、ムフラール(Mouflard)、ムフタール(Moufetard)、モフタール(Moftard)、モスタール(Mostard)と名を変えてきた。また、サン＝マルセル通り(rue Saint-Marcel)、フォーブール・サン＝マルソー通り(rue du Faubourg Saint-Marceau)、ヴィエイユ・ヴィル・サン＝マルセル通り(rue de la Vielle Ville Saint-Marcel)と呼ばれたこともある。
中世には通りに沿って建つ教会がサン＝メダール村の中心となっていた。1724年に村がパリに組み込まれてからは、大動脈であるフォーブール・サン＝メダール通りになった。
サント＝ジュヌヴィエーヴ山（サント＝ジュヌヴィエーヴの丘）の上にあったおかげでムフタール通りはオスマン男爵のパリ改造で作り替えられることはなく、昔の面影を残している。

## ゆかりある人物
ガルニエ宮（オペラ座）を建築したシャルル・ガルニエは、ムフタール通り（ムフタール街）界隈で生まれた。また、南北に伸びるムフタール通りの北側方向、交差するトゥアン通り (Rue Thouin) を過ぎるとデカルト通り (Rue Descartes) に接続する。
同通り39番地はポール・ヴェルレーヌが居住し亡くなった地。現在はヴェルレーヌの名が付いたレストランになっている。なおヴェルレーヌ逝去宅左隣同通り37番地は辻邦生が1980-1999年の間に在住ないし滞在した地でヴェルレーヌ同様プラークが掲げられている。先を行くと、パンテオン東側界隈に至り、サン＝テティエンヌ・デュモン教会が見えてくる。